# Orékhovo (Saràtov)
|  | Per a altres significats, vegeu «Orékhovo». |

Orékhovo (en rus: Орехово) és un poble (un possiólok) de l'óblast de Saràtov, a Rússia, segons el cens del 2010 tenia 2 habitants. Pertany al districte municipal d'Ivantéievka.